# ГЕС Нарроуз 2
ГЕС Нарроуз 2 — гідроелектростанція у штаті Каліфорнія (Сполучені Штати Америки). Знаходячись після ГЕС Колгейт, становить нижній ступінь каскаду у сточищі річки Юба, лівої притоки Фетер (дренує північно-західне завершення гір Сьєрра-Невада та впадає ліворуч до Сакраменто, котра тече до затоки Сан-Франциско).
У 1941 році на Юбі звели бетонну аркову греблю Englebright висотою 79 метрів та довжиною 348 метрів. Особливістю цієї споруди було її призначення — затримування осаду, котрий потрапляв у річку внаслідок здійснення вище по течії гідравлічної розробки золоторудних родовищ. Гребля утворила витягнутий на 14,5 км резервуар з площею поверхні 3,3 км2, який був здатний вмістити 86 млн м3 наносів.
У 1969-му біля греблі облаштували машинний зал, ресурс до якого подається через тунель завдовжки 228 метрів зі спадаючим діаметром від 6,1 до 4,3 метра. Зал обладнали однією турбіною типу Френсіс потужністю 55 МВт (за іншими даними — 46,8 МВт), яка використовує напір у 72 метри та в 2017 році забезпечила виробництво 308 млн кВт-год електроенергії.
Можливо також відзначити, що із того ж водосховища живиться ГЕС Нарроуз 1 потужністю 12 МВт. Її машинний зал розташований на протилежному, лівому березі річки за три сотні метрів нижче від машинного залу Нарроуз 2.